# Thomas Fairfax, 6. Lord Fairfax of Cameron

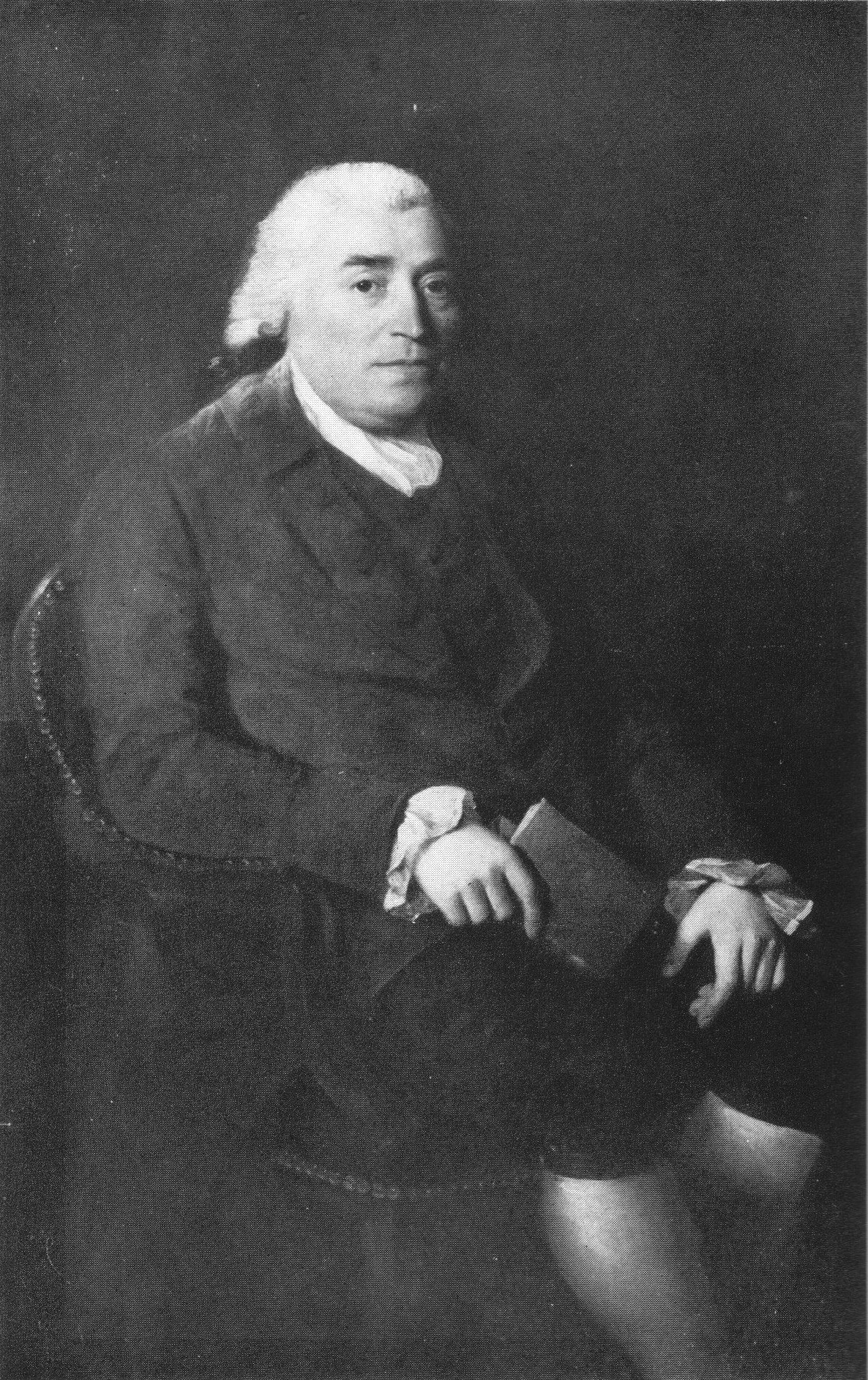
Thomas Fairfax, 6. Lord Fairfax of Cameron

Thomas Fairfax, 6. Lord Fairfax of Cameron (* 22. Oktober 1693 auf Leeds Castle; † 9. Dezember 1781 in Greenway Court) war ein britisch-amerikanischer Großgrundbesitzer.

## Leben
Fairfax war der älteste Sohn des Thomas Fairfax, 5. Lord Fairfax of Cameron (1657–1710) und der Hon. Katherine Culpeper Fairfax († 1719), der einzigen Tochter von Thomas Colepeper, 2. Baron Colepeper. Von seinem Vater erbte er 1710 den schottischen Adelstitel Lord Fairfax of Cameron. Die Ländereien seines Vaters mussten 1716 liquidiert werden, um dessen Schulden zu begleichen. Von seinem Großvater mütterlicherseits erbte er 1719 neben der Leeds Castle weite Teile des Northern Neck in der Colony of Virginia.
Fairfax besuchte von 1710 bis 1713 das Oriel College der University of Oxford. Als ein schottischer Peer hielt er gemäß dem Act of Union 1707 keinen Sitz im House of Lords und diente stattdessen von 1715 bis 1721 als Treasurer of the Household. Daraufhin diente er zeitweise als Cornet der Royal Horse Guards in der British Army. An der Verwaltung seiner nordamerikanischen Besitztümer zeigte er zunächst wenig Interesse und entsandte als Vertreter Robert „King“ Carter und nach dessen Tod 1732 seinen Cousin William Fairfax, die so zu den reichsten Männern der Kolonie aufstiegen.
Um die genaue Abgrenzung dieser zu bestimmen, reiste Fairfax 1735 erstmals nach Virginia und blieb dort zwei Jahre. 1736 erreichte er es, dass die General Assembly seine Ansprüche bestätigte. Zurück in England überzeugte er den Privy Council 1745, ihm insgesamt 5 Mio. Acre Land zuzusprechen. Ab 1747 residierte er auf der Plantage Belvoir seines Cousins William Fairfax in Virginia, zog allerdings bald in das Clarke County im Shenandoahtal. Dort errichtete er den Landsitz Greenway Court. Er trug maßgeblich zur Vermessung Virginias bei. Zu seinen Geodäten gehörten der spätere Präsident George Washington, deren frühe politische Karriere er maßgeblich förderte, und Joshua Fry, der mit Peter Jefferson eine der bedeutsamsten und genauesten Karten der Kolonialzeit erstellte. Er war maßgeblich an der Gründung der Stadt Winchester beteiligt. 
Fairfax war oftmals der einzige Adelige und der wohlhabendste Mann in Virginia, wodurch er einen großen Einfluss auf das politische Leben der Kolonie ausüben konnte. 1749 wurde er vom House of Burgesses zu einem Justice of the Peace in allen Countys des Northern Neck ernannt. Dazu diente er als County Lieutenant und Kommandeur der Miliz. Ansonsten zeigte er allerdings wenig Interesse an Politik, auch nicht an der Amerikanischen Revolution. Zwar weigerte der Loyalist sich, einen Treueid auf die virginische Verfassung zu leisten, doch wurde er mehrfach durch z. B. Bestandsschutz rechtlich bevorteilt. Sein Eigentum als britischer Bürger wurde trotz nötiger Gesetzgebung nicht konfisziert. Dies führte zu mehreren Rechtsverfahren, die 1816 vor dem Obersten Gerichtshof der Vereinigten Staaten im Fall Martin v. Hunter’s Lessee gipfelten.
Fairfax starb 1781 auf seiner Plantage. Das Fairfax County wurde nach ihm benannt. Seinen Titel erbte sein Bruder Robert Fairfax.